# الحمولة التشغيلية
الحمولة التشغيلية (بالإنجليزية: الحمولة التشغيلية)‏ تو ما يسمى بـ وزن التشغيل هو الوزن الأساسي للسيارة أو آلة، بما في ذلك سائق / مشغل والوقود.